# Diócesis de Exeter (antigua)
La diócesis de Exeter (en latín: Dioecesis Exoniensis y en inglés: Diocese of Exeter) fue una circunscripción eclesiástica de la Iglesia católica en el Reino Unido. Se trataba de una diócesis latina, sufragánea de la arquidiócesis de Canterbury. Por el Acta de Supremacía del Parlamento de Inglaterra del 8 de mayo de 1559 fue convertida en la diócesis de Exeter de la Iglesia de Inglaterra.

## Territorio y organización

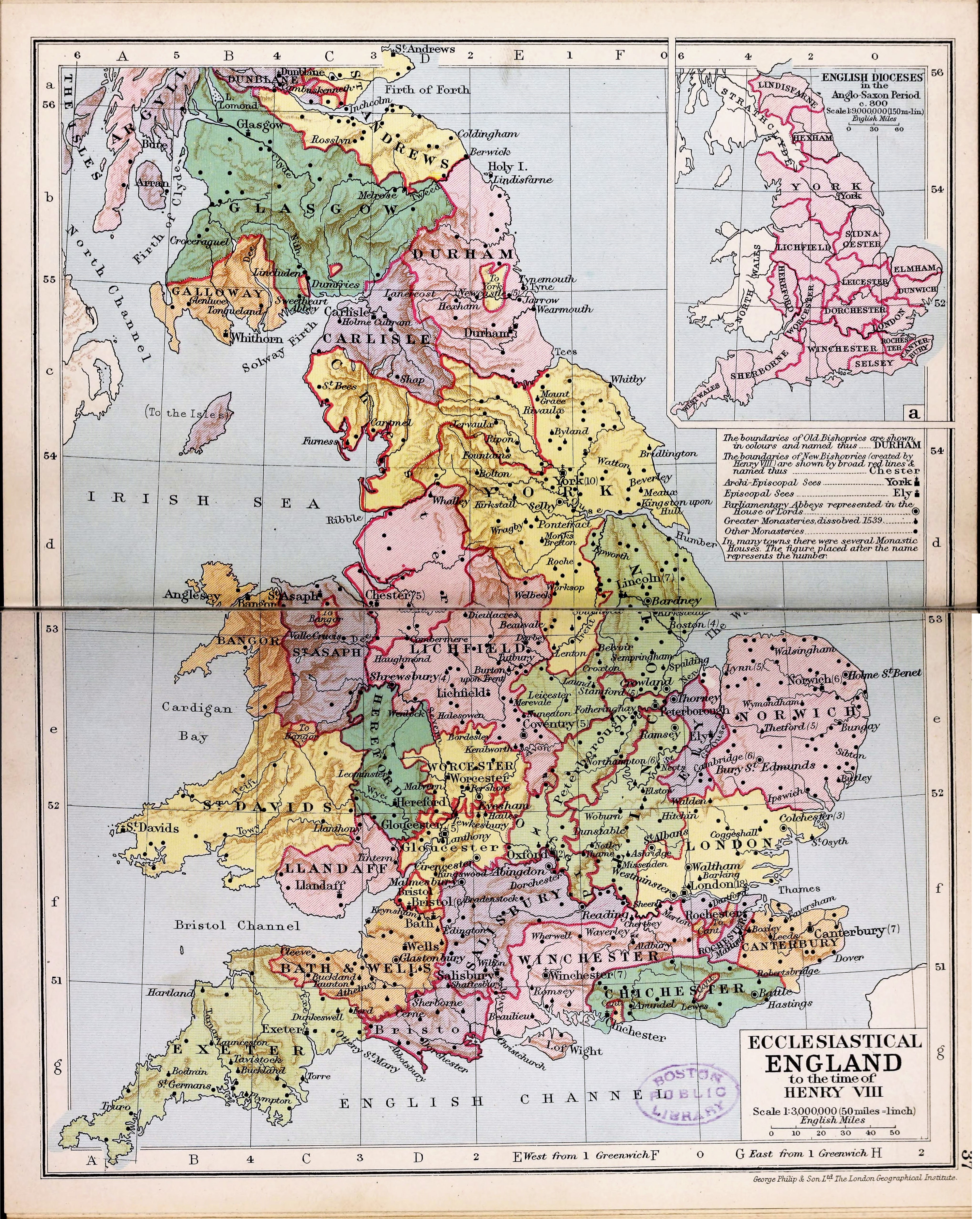
Mapa de las diócesis de Inglaterra

La diócesis extendía su jurisdicción sobre los fieles católicos de rito latino residentes en Cornualles y en Devon en Inglaterra.

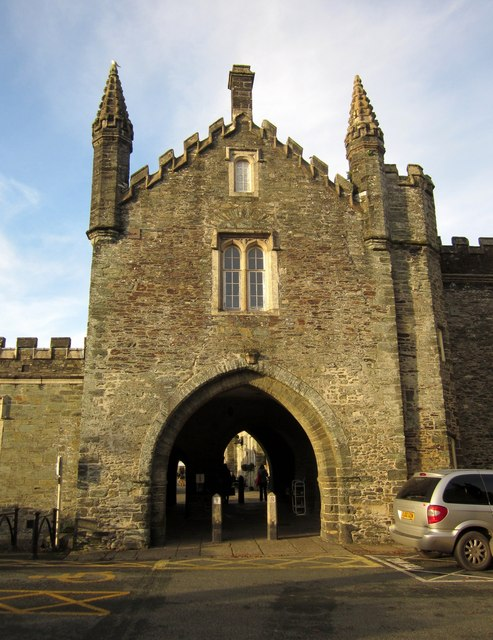
Ruinas de la abadía de Tavistock

La sede de la diócesis se encontraba en la ciudad de Exeter, en donde se halla la Catedral de San Pedro, que desde la Reforma anglicana pertenece a la Iglesia de Inglaterra.

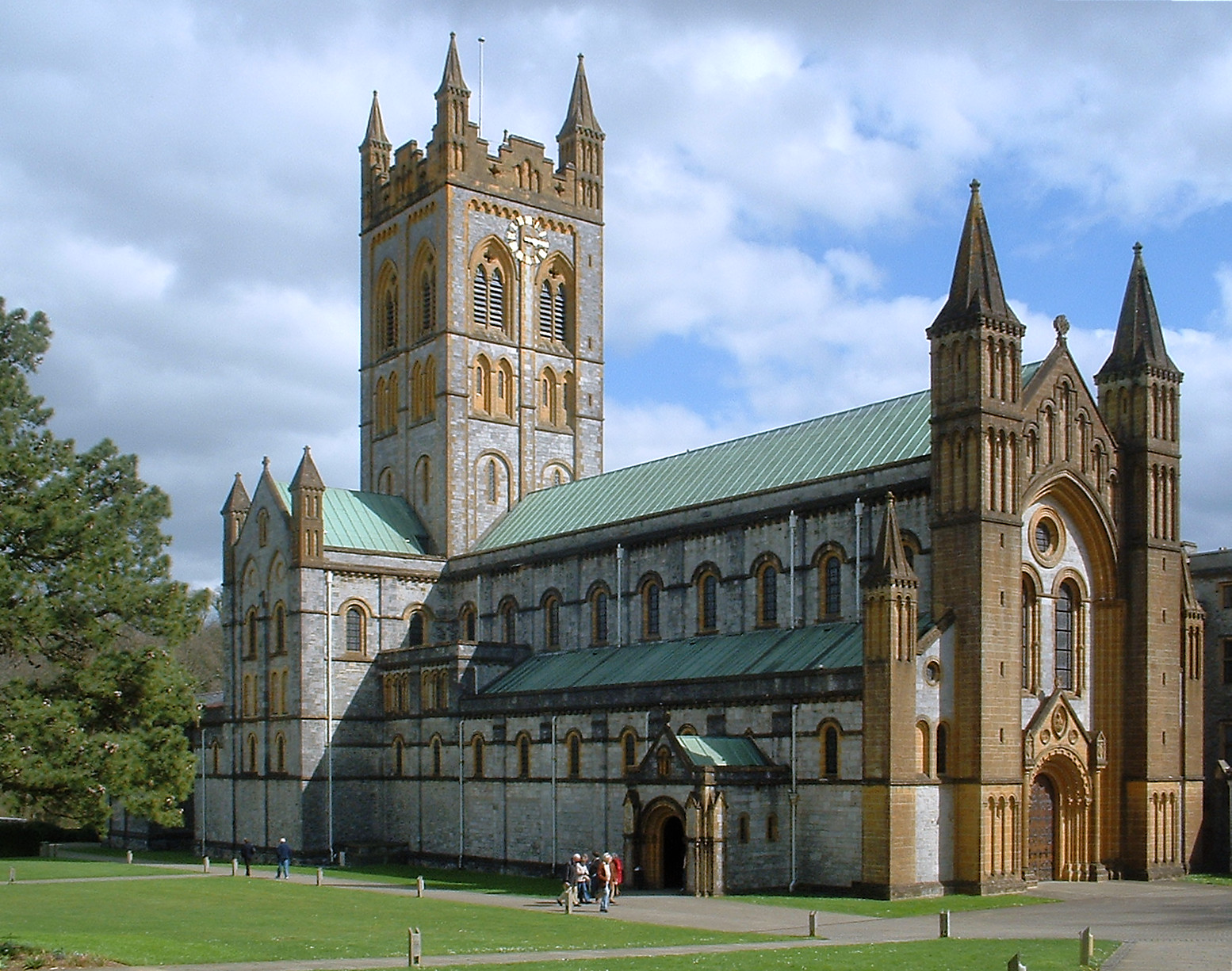
Abadía de Buckfast

La diócesis incluía 4 arcedianatos: Exeter, Cornwall, Totnes y Barnstaple.
En 1291, según el documento conocido como Taxatio Nicholai pape IV, la diócesis comprendía 567 parroquias, 397 en Devon y 170 en Cornualles, divididas en 36 decanatos rurales.

## Historia

### Antecedentes
La historia del cristianismo en el suroeste de Inglaterra aún está envuelta en la oscuridad. A principios del siglo X esta región se dividió en dos diócesis, separando su territorio de la diócesis de Sherborne: la diócesis de Devon, con sede primero en Tawton y luego en Crediton; y la diócesis de Cornualles, con sede en St Germans.

### Diócesis de Exeter
Hacia 1040, tras la muerte del último obispo de Cornualles, Burwold, la sede se unió a Devon. Hacia 1050, el obispo de Devon y Cornualles, Leofric, con la aprobación del papa León IX y el rey Eduardo el Confesor, trasladó la sede episcopal de Crediton a Exeter, ciudad que ofrecía mayores garantías de protección. En presencia del rey, Leofric fue entronizado solemnemente en su nueva catedral, la iglesia de San Pedro, anteriormente un monasterio.
En la segunda mitad del siglo XI la región quedó bajo el control de los normandos, quienes dotaron a la diócesis y a sus iglesias de muchos bienes y riquezas, convirtiendo a la diócesis de Exeter en una de las más ricas de Inglaterra.
En 1112, el obispo William Warelwast comenzó la construcción de la catedral para reemplazar la anterior. La obra se prolongó durante un tiempo. Aunque aún no estaba terminada, fue consagrada por Warelwast en 1133, pero no se completó hasta el episcopado de John Grandisson en el siglo XIV.
Con el traslado de los canónigos a la nueva catedral, la Regla de San Crodegango, impuesta por Leofrico a sus canónigos y que les obligaba, entre otras cosas, a comer y dormir en común, cayó en desuso. Fue el obispo William Brewer (1224-1244) quien estableció el cargo de deán y canciller del capítulo de canónigos, y quien construyó la nueva sala capitular.
En la segunda mitad del siglo XIII, Walter Branscombe, obispo durante 22 años, de 1258 a 1280, destacó de forma particular. Fue reconocido por su bondad y caridad: puso fin a los abusos e injusticias en su diócesis, excomulgando a los culpables; visitó sus iglesias en varias ocasiones; se preocupó especialmente por la disciplina del clero y los laicos; fundó un colegio de canónigos en Glasney y actualizó los estatutos del cabildo catedralicio.
Su sucesor, Pedro de Quivel, celebró un sínodo diocesano en 1287, durante el cual se compiló un directorio para la formación de los candidatos al sacerdocio y para regular su conducta. El propio Quivel trabajó arduamente para continuar las obras de construcción de la catedral.
Como a menudo estaban ausentes de la diócesis, los obispos confiaron el gobierno pastoral a los vicarios generales, y, para las consagraciones sacerdotales o para la administración de la confirmación, se apoyaron en obispos in partibus, o en obispos irlandeses que huían de su isla, o en otros obispos ingleses.
El siglo XIV presenció el episcopado más largo de la historia de la diócesis, el de John Grandisson, quien fue obispo durante 42 años, de 1327 a 1369, y anteriormente había sido nuncio apostólico. A diferencia de muchos de sus obispos contemporáneos y de sus predecesores en la sede de Exeter, nunca abandonó la diócesis para prestar servicios en la corte, lo cual benefició a la diócesis. Fue él quien consagró el altar mayor de la catedral el 18 de diciembre de 1328.

### Reforma anglicana
La Reforma protestante comenzó a extenderse en la diócesis durante el episcopado de John Vesey, y como en otras partes del reino se tomaron medidas para limitar la propaganda luterana.
Luego de que el 23 de marzo de 1534 el papa Clemente VII excomulgara el rey Enrique VIII a causa de su divorcio de Catalina de Aragón, el 3 de noviembre de 1534 el Parlamento de Inglaterra aprobó el Acta de Supremacía de 1534
mediante la cual se declaraba que el rey era «only supreme head in earth of the Church of England, called Anglicana Ecclesia», acto formal mediante el cual la Iglesia católica de Inglaterra entraba en cisma con la Santa Sede, transformándose en una Iglesia nacional independiente. El 18 de diciembre de 1534 aprobó además la Ley de Traición que castigaba con la pena de muerte a quienes no aceptaran el Acta de Supremacía. El Parlamento de acuerdo con Enrique VIII emitió los Seis Artículos en agosto de 1539, por los que se mantuvo la liturgia católica-romana tradicional casi sin cambios en las doctrinas y prácticas de la nueva Iglesia nacional independiente de Inglaterra.
Tras la muerte de Enrique VIII el 28 de enero de 1547 lo sucedió su hijo Eduardo VI. Durante su reinado la Iglesia de Inglaterra llegó a ser teológicamente protestante. En Exeter el obispo John Vesey continuó en el cargo hasta su destitución el 18 de agosto de 1551 por su oposición a la Reforma del rey Eduardo VI. Myles Coverdale fue consagrado obispo el 30 de agosto de 1551.
Tras la muerte de Eduardo VI el 6 de julio de 1553 ascendió al trono la católica María I Tudor, quien por ley del Parlamento del 12 de noviembre de 1554 derogó el Acta de Supremacía y luego se abolió toda la legislación religiosa aprobada contra el papado a partir de 1529. El obispo  Coverdale fue expulsado de su sede el 18 de septiembre de 1553. El anciano John Vesey, reconciliado con la Iglesia católica, fue restituido en el cargo el 28 de septiembre de 1553 y falleció el 23 de octubre de 1554. En su lugar fue nombrado James Turberville el 21 de junio de 1555, quien fue el último obispo católico de Exeter.
El 17 de noviembre de 1558 falleció la reina María y fue sucedida por Isabel I, quien con otra Acta de Supremacía del 8 de mayo de 1559 restauró la independencia de la Iglesia anglicana y rompió definitivamente con la Santa Sede. Desde entonces la diócesis de Exeter es parte de la Iglesia de Inglaterra. El obispo James Turberville se negó a jurar el Acta de Supremacía y su destitución se produjo en agosto de 1559, falleciendo el 1 de noviembre de 1559. Con el nombramiento de William Alley el 20 de amyo de 1560 se inició la lista de obispos anglicanos de la diócesis de Exeter.

## Episcopologio

### Obispos de Devon
- Eadwulf † (circa 909-934 falleció)
- Aethelgar † (934-952 o 953 falleció)
- Aelfwold I † (953-13 de febrero de 972 falleció)
- Sideman † (973-30 de abril o 1/2 de mayo de 977 falleció)
- Aelfric † (977/979-986/987 falleció)
- Aelfwold II † (986/987-?)
- Aelfwold III † (?-1011/1015 falleció)
- Eadnoth † (1011/1015-1019/1027 falleció)
- Lyfing † (1027-20, 23 o 25 de marzo de 1046 falleció)[nota 1]

### Obispos de Exeter
- Leofric † (19 de abril de 1046 consagrado-10 de febrero de 1072 falleció)
- Osbern † (abril de 1072 consagrado-1103 falleció)
- William Warelwast † (11 de agosto de 1107 consagrado-circa de septiembre de 1137 renunció)
- Robert Chichester † (18 de diciembre de 1138 consagrado-28 de marzo de 1155 falleció)
- Robert Warelwast † (5 de junio de 1155-22 de marzo de 1160 falleció)
- Bartholomew † (después del 18 de abril de 1161 consagrado-15 de diciembre de 1184 falleció)
- John Fitzluke † (6 de octubre de 1185 consagrado-1 de junio de 1191 falleció)
  - Sede vacante (1191-1194)
- Henry Marshal † (10 de febrero de 1194-1 de noviembre de 1206 falleció)
  - Sede vacante (1206-1214)
- Simon of Apulia † (5 de octubre de 1214 consagrado-9 de septiembre de 1223 falleció)
- William Brewer † (14 de abril de 1224 consagrado-24 de octubre de 1244 falleció)
- Richard Blund † (22 de octubre de 1245 consagrado-26 de diciembre de 1257 falleció)
- Walter Branscombe † (10 de marzo de 1258 consagrado-22 de julio de 1280 falleció)
- Peter de Quivel † (10 de noviembre de 1280 consagrado-4 de octubre de 1291 falleció)
- Thomas Bitton † (1 de abril de 1292-26 de septiembre de 1307 falleció)
- Walter Stapledon † (13 de octubre de 1308-15 de octubre de 1326 falleció)
- James Berkeley † (10 de marzo de 1327-24 de junio de 1327 falleció)
- John Grandisson † (19 de octubre de 1327-16 de julio de 1369 falleció)
- Thomas de Brantingham † (4 de marzo de 1370-23 de diciembre de 1394 falleció)
- Edmund Stafford † (23 de enero de 1395-antes del 3 de septiembre de 1419 falleció)
- John Catterick † (20 de noviembre de 1419-28 de diciembre de 1419 falleció)
- Edmund Lacey † (3 de julio de 1420-18 de octubre de 1455 falleció)
  - Thomas Hales † (20 de octubre de 1455-1456 renunció) (obispo electo)
- George Neville † (4 de febrero de 1456-15 de marzo de 1465 nombrado arzobispo de York)
- John Booth † (15 de marzo de 1465-5 de abril de 1478 falleció)
- Peter Courtenay † (9 de septiembre de 1478-29 de enero de 1487 nombrado obispo de Winchester)
- Richard Foxe † (29 de enero de 1487-8 de febrero de 1492 nombrado obispo de Bath y Wells)
- Oliver King † (1 de octubre de 1492-6 de noviembre de 1495 nombrado obispo de Bath y Wells)
- Richard Redman † (6 de noviembre de 1495-26 de mayo de 1501 nombrado obispo de Ely)
- John Arundel † (8 de abril de 1502-15 de marzo de 1504 falleció)
- Hugh Oldham † (27 de noviembre de 1504-25 de junio de 1519 falleció)
- John Vesey † (31 de agosto de 1519-3 de noviembre de 1534 pasó a ser cismático anglicano al aprobarse el Acta de Supremacía)
  - John Vesey † (3 de noviembre de 1534-18 de agosto de 1551 destituido) (obispo cismático anglicano)
  - Myles Coverdale † (30 de agosto de 1551 consagrado-18 de septiembre de 1553 destituido) (obispo cismático anglicano)
- John Vesey † (28 de septiembre de 1553-23 de octubre de 1554 falleció)[nota 2]
- James Turberville † (21 de junio de 1555-agosto de 1559 destituido)[nota 3])